# Parti halcion
A parti halcion (Halcyon senegaloides) a madarak osztályának szalakótaalakúak (Coraciiformes) rendjébe és a jégmadárfélék (Alcedinidae) családjába tartozó faj.

## Rendszerezése
A fajt Andrew Smith skót zoológus és ornitológus írta le 1834-ben.

## Előfordulása
Afrika keleti tengerpartjainál, a Dél-afrikai Köztársaság, Kenya, Mozambik, Szomália és Tanzánia területén honos.
Természetes élőhelyei a szubtrópusi és trópusi síkvidéki esőerdők, mangroveerdők, szavannák, cserjések és torkolatok, folyók és patakok környékén, valamint mesterséges tavak, vidéki kertek és városi régiók. Vonuló faj.

## Megjelenése
Testhossza 22 centiméter.
|  |

## Életmódja
Főleg halakkal táplálkozik, de rákokat, garnélarákokat, gyíkokat és rovarokat is fogyaszt.

## Természetvédelmi helyzete
Az elterjedési területe nagyon nagy, egyedszáma viszont csökken, de még nem éri el a kritikus szintet. A Természetvédelmi Világszövetség Vörös listáján nem fenyegetett fajként szerepel.